# Mariano Grandía Soler
Mariano Grandía Soler (en catalán, Marià Grandia i Soler; Vallcebre, Bergadá, 1864 - Madrid, 24 de julio de 1929) fue un filólogo y eclesiástico español.

## Biografía
Mariano Grandía nació en 1864 en la casa Cal Nai de Vallcebre. Era hijo de Joan Grandía y Magdalena Soler. Tenía 11 hermanos, entre los cuales figura el carlista Josep Grandía, conocido como el Nai.
Con diez años marchó a Caserras para seguir los estudios eclesiásticos y después estudió en el Seminario Diocesano de Solsona, donde fue ordenado sacerdote en 1888, a la edad de 23 años. A partir de esta fecha hasta el 1899 fue catedrático de aquel seminario. Profesó materias muy diversas, como por ejemplo lógica matemática, ética, literatura, lengua griega, hebreo, química, física e historia natural. Durante estos años desarrolló, sucesivamente, los cargos de director del Colegio de San Carlos y secretario de cámara y gobierno de la diócesis de Solsona, siendo obispo Ramon Riu Cabanes.
Después estudió Filosofía y Letras en la Universidad de Barcelona, donde obtuvo la licenciatura en 1905. Se trasladó a Madrid para hacer el doctorado en la Universidad Central de Madrid, donde en 1907  leyó su tesis Monografía lingüística de Vallcebre. El gobierno español le otorgó una beca para ir a Alemania a estudiar filología hebrea, y aprovechando el viaje estudió también árabe, siriaco, etíope y asirio.
Sus estudios versaron especialmente sobre etimología de la lengua catalana. En abril de 1912, Grandía consigue una cátedra de latín en el Instituto General y Técnico de Córdoba, cátedra que desarrolló casi hasta el final de su vida. 
Tomó parte en el I Congreso Internacional de la Lengua Catalana celebrado en Barcelona. En este Congreso se le nombró vicepresidente de la sección filológico-histórica.
Entre sus obras filológicas destacan dos: Gramática etimológica catalana (1901) y una Fonética semitich-catalana (1903).
Además, colaboró en diferentes publicaciones catalanas, como Lo Pensament Català y La Renaixensa.